# Конкурентна розвідка
Конкуре́нтна ро́звідка — це постійний процес збору, нагромадження, структурування, аналізу даних про внутрішнє й зовнішнє середовище компанії та надання вищому менеджменту компанії інформації, що дозволяє йому передбачати зміни в обстановці і приймати своєчасні оптимальні рішення щодо управління ризиками, впровадження змін у компанії, а також відповідні заходи, спрямовані на задоволення майбутніх запитів споживачів та збільшення вартості компанії.

## Конкурентна розвідка в Україні
Розвиток сфери конкурентної розвідки в Україні був зумовлений збільшенням кількості та поширенням російськомовних матеріалів як у сфері видавництва відповідної літератури так і у мережі інтернет. Активне спілкування українських фахівців сфери економічної безпеки та інформаційно-аналітичної роботи з російськими авторами стало запорукою інтенсивного розвитку тематики конкурентної розвідки на території України.
В 2009 році в приміщенні Харківського національного університету радіоелектроніки, де здійснюється підготовка за спеціальністю «Консолідована інформація» (що відповідає сфері «Competitive Intelligence»), відбулася перша науково-практична конференція «SA&CIP-2009. Конкурентная разведка и социальная информатика». В грудні 2010 там само відбувся наступний захід вже в форматі баркемпу — «KnowledgeCamp & Competitive Intelligence Camp 2010».
Наступний баркемп з питань конкурентої розвідки в Україні відбувся в 2011-му році в Києві, організований засновником проекту Razvedka.in.UA. Ще через півроку, у жовтні 2011-го Razvedka організувала і провела конференцію RazvedkaCamp #2: Infowars, присвячений питанням інформаційного впливу та протидії «чорному піару».
Після цього кількість заходів та публікацій про сферу конкурентної розвідки та її розвиток в Україні значно інтенсифікувався.
З початком російської агресії щодо України питання отримання інформації з відкритих джерел та розвінчування фейків отримало нове значення та актуальність. Це спричинило старт нових проектів та навчальних платформ, метою яких стало формування та поширення навичок та вмінь працювати з інформацією онлайн, перевіряти інформацію і та ін. Одним з таких проектів стала OSINT Academy та безкоштовний онлайн курс по OSINT (Open Source Intelligence).